# Adlikon bei Andelfingen
Adlikon är en ort och kommun i distriktet Andelfingen i kantonen Zürich, Schweiz. Kommunen har 716 invånare (2021). Ortsnamnet skrivs ofta som Adlikon bei Andelfingen för att undvika förväxling med Adlikon bei Regensdorf.
I kommunen finns också orten Niederwil.